# Brontoteri
Els brontoteris (Brontotherium) són un gènere de perissodàctils extints. Aquest és el gènere que dona nom a la família dels brontotèrids. Brontotherium significa 'bestia del tro' i aquest nom li fou donat en referència a una llegenda dels sioux. Aquests indis trobaven de tant en tant esquelets de brontoteris deixats al descobert per l'erosió. Creien que aquests ossos pertanyien a «cavalls del tro» que picaven amb les potes a sobre els núvols i d'aquesta manera provocaven les tempestes.

## Morfologia
Els brontoteris visqueren a Nord-amèrica durant l'Eocè superior. Aquest ungulat mesurava 4,5 metres de llarg i 2,5 metres d'alçada a l'espatlla i pesava aproximadament quatre tones. Era identificable pels seus característics bonys nasals, coberts de pèl i que eren més grans en els mascles que en les femelles. La banya del brontoteri estava formada per dues parts que, juntes, li donaven forma de i grega. A diferència de les banyes dels rinoceronts, les dels brontoteris estaven compostes d'os. És probable que la banya tingués un paper important en el ritual d'aparellament i la defensa contra els depredadors. Els brontoteris vivien en grans ramats i s'alimentaven de fulles tendres i herba jove.